# Pierre Valmour
Pierre Valmour (Brussel, 1963) is een Belgische scenarist. Hij is de tweede scenarist van de stripreeks Loïs, bedacht door Jacques Martin.

## Carrière
Valmour studeerde Grieks-Latijn en volgde een rechtenstudie. Hij werkte als adviseur en in marketing en communicatie. Zijn eerste roman was getiteld Millefeuille en werd uitgegeven door Manuscrit.com. Verder schreef en regisseerde Valmour vijf toneelstukken en maakte hij verschillende scripts voor korte films.
Vanaf 2013 was Valmour de scenarist voor de reeks Loïs. In 2016 schreef hij het scenario voor Het goud van Saturnus in de stripreeks Alex.
- Bibliothèque nationale de France: cb16684285d (data)
- International Standard Name Identifier: 0000 0004 0949 0966
- Nederlandse Thesaurus van Auteursnamen: 395467497
- Virtual International Authority File: 303079027
- WorldCat: E39PBJhCKb8tcfChFVPmG983cP